# 마이클 B. 조던
마이클 B. 조던(Michael B. Jordan, 1987년 2월 9일 ~ )은 미국의 배우, 영화 감독이다. 2023년 영화 《크리드 3》를 통해 감독 데뷔했다.

## 출연 작품

### 영화
- 《레드 테일스》 (2012)
- 《크로니클》 (2012)
- 《오스카 그랜트의 어떤 하루》 (2013)
- 《댓 어쿼드 모먼트: 그 어색한 순간》 (2014)
- 《판타스틱 4》 (2015)
- 《크리드》 (2015) - 아도니스 크리드 역
- 《화씨 451》 (2018) - 몬태그 역
- 《킨: 더 비기닝》 (2018) - 남성 클리너 역
- 《크리드 2》 (2018) - 아도니스 크리드 역
- 《블랙 팬서》 (2018) - 에릭 킬몽거 역
- 《저스트 머시》 (2019) - 브라이언 스티븐슨 역
- 《크리드 3》 (2023) - 아도니스 크리드 역 / 연출도 겸함
- 《씨너스: 죄인들》 (2025) - 일라이저 "스모크" 무어 / 일라이어스 "스택" 무어 역